# Rhamphomyia kerteszi
Rhamphomyia kerteszi är en tvåvingeart som beskrevs av Oldenberg 1927. Rhamphomyia kerteszi ingår i släktet Rhamphomyia och familjen dansflugor. Inga underarter finns listade i Catalogue of Life.